# Cmentarz ewangelicki w Pawłowej
Cmentarz ewangelicki w Pawłowej – cmentarz znajdujący się w Pawłowej w leśnym zagajniku w odległości kilkudziesięciu metrów od zabudowań.
Data jego powstania pozostaje nieznana. Do naszych czasów zachowało się kilkadziesiąt dziewiętnasto- i dwudziestowiecznych nagrobków z napisami w języku niemieckim oraz dwa słupy ogrodzenia i filar bramy.